# F. Keogh Gleason
Francis Keogh Gleason (* 14. April 1906 in Minneapolis, Minnesota; † 18. Dezember 1982 in Los Angeles County, Kalifornien) war ein US-amerikanischer Artdirector und Szenenbildner, der in den 1950er Jahren viermal den Oscar für das beste Szenenbild gewann und weitere dreimal für den Oscar in dieser Kategorie nominiert war. Gleason wurde insbesondere durch die Zusammenarbeit mit dem Filmregisseur Vincente Minnelli bekannt.

## Leben
Gleason war als Artdirector und Szenenbildner in der Filmwirtschaft Hollywoods für Metro-Goldwyn-Mayer in Culver City tätig und wirkte zwischen 1942 und 1970 an der szenischen Ausstattung von annähernd achtzig Filmen und Fernsehserien mit. 
Seinen ersten Oscar für das beste Szenenbild gewann er bei der Oscarverleihung 1952 zusammen mit Cedric Gibbons, E. Preston Ames und Edwin B. Willis für den Farbfilm Ein Amerikaner in Paris (1951), einem von Vincente Minnelli inszenierten Musicalfilm mit Gene Kelly, Leslie Caron und Oscar Levant. Einen weiteren Oscar in dieser Kategorie erhielt er mit Gibbons, Edward C. Carfagno und Willis 1953 für den ebenfalls von Minnelli gedrehten Schwarzweißfilm Stadt der Illusionen (1952) mit Kirk Douglas, Lana Turner und Walter Pidgeon in den Hauptrollen.
1954 wurde er mit Gibbons, E. Preston Ames, Carfagno, Gabriel Scognamillo, Willis, Arthur Krams und Jack D. Moore für diesen Oscar für den Farbfilm The Story of Three Loves (1953) nominiert, der von Minnelli und Gottfried Reinhardt mit Kirk Douglas, James Mason und Leslie Caron inszeniert wurde. Bei der Oscarverleihung 1955 wurde er mit Gibbons, Ames und Willis abermals für einen unter der Regie von Minnelli entstandenen Farbfilm für den Oscar nominiert und zwar für das Szenenbild in dem Musicalfilm Brigadoon (1954) mit Gene Kelly, Van Johnson und Cyd Charisse.
Bei der Oscarverleihung 1957 gewann er sowohl einen Oscar für das beste Szenenbild in einem Schwarzweißfilm und war darüber hinaus für den Oscar für das beste Szenenbild in einem Farbfilm nominiert: Den Oscar erhielt er mit Gibbons, Malcolm Brown und Willis für Die Hölle ist in mir (Somebody Up There Likes Me, 1956), der von Robert Wise verfilmten Lebensgeschichte des Mittelgewichtsboxers Rocky Graziano mit Paul Newman, Pier Angeli und Everett Sloane in den Hauptrollen, während es für ihn, Gibbons, Hans O. Peters, Ames und Willis bei der  Oscarnominierung blieb für Vincent van Gogh – Ein Leben in Leidenschaft (1956), einer Darstellung des Lebens von Vincent van Gogh von Minnelli mit Kirk Douglas, Anthony Quinn und James Donald.
Seinen vierten und letzten Oscar gewann Gleason mit William A. Horning, Ames und Henry Grace für Gigi (1958), einem ebenfalls von Minnelli inszenierten Musicalfilm mit Leslie Caron, Maurice Chevalier und Louis Jourdan.
Seit Ende der 1950er Jahre arbeitete er als Artdirector und Szenenbildner auch für zahlreiche Fernsehserien wie Twilight Zone (1960 bis 1962), Der Onkel vom Mars (1966) und Solo für O.N.C.E.L. (1966 bis 1967).

## Filmografie (Auswahl)
| - 1942: For Me and My Gal - 1942: Tortilla Flat - 1950: Vater der Braut - 1951: Ein Amerikaner in Paris - 1951: Karneval in Texas (Texas Carnival) - 1951: Begegnung in Tunis (The Light Touch) - 1952: Geborgtes Glück (Invitation) - 1952: Die süße Falle (Love Is Better Than Ever) - 1952: Nur dies eine Mal (Just This Once) - 1953: War es die große Liebe? (The Story of Three Loves) - 1953: Vorhang auf! (The Band Wagon) - 1953: Mörder ohne Maske (Second Chance) - 1953: Villa mit 100 PS (The Long, Long Trailer) - 1954: Verwegene Landung (Men of the Fighting Lady) - 1954: Ihre zwölf Männer (Her Twelve Men) - 1954: Brigadoon - 1954: Heißes Pflaster (Rogue Cop) - 1955: Ein Mann liebt gefährlich (Many Rivers to Cross) - 1955: Die Verlorenen (The Cobweb) - 1955: Kismet - 1955: Oklahoma! - 1955: Eine Handvoll Dreck (It's a Dog's Life) - 1956: Die Hölle ist in mir (Somebody Up There Likes Me) - 1956: Vincent van Gogh – Ein Leben in Leidenschaft (Lust for Life) - 1956: Anders als die anderen (Tea and Sympathy) - 1957: Dem Adler gleich (The Wings of Eagles) | - 1957: Jailhouse Rock – Rhythmus hinter Gittern (Jailhouse Rock) - 1958: Französische Betten (Count Your Blessings) - 1958: Die Welt, das Fleisch und der Teufel (The World, the Flesh and the Devil) - 1959: Immer die verflixten Frauen (Ask Any Girl) - 1959: Eine tolle Nummer (It Started with a Kiss) - 1960: Anruf genügt – komme ins Haus (Bells Are Ringing) - 1960: Feind im Rücken (Mission of Danger) - 1960: Die Zeitmaschine (The Time Machine) - 1961: Junggeselle im Paradies (Bachelor in Paradise) - 1962: Die vier apokalyptischen Reiter (The Four Horsemen of the Apocalypse) - 1962: Zwei Wochen in einer anderen Stadt (Two Weeks in Another Town) - 1963: Männer – hart wie Eisen (The Hook) - 1963: Getrennte Betten (The Wheeler Dealers) - 1963: Vater ist nicht verheiratet (The Courtship of Eddie's Father) - 1963: Eine kitzlige Sache (A Ticklish Affair) - 1965: ...die alles begehren (The Sandpiper) - 1966: Paris ist voller Liebe (Made in Paris) - 1967: Point Blank - 1968: Große Lüge Lylah Clare (The Legend of Lylah Clare) - 1968: Bullen – Wie lange wollt ihr leben? (The Split) - 1970: Zwei dreckige Halunken (There Was a Crooked Man...) - 1970: Der reisende Henker (The Traveling Executioner) |

## Auszeichnungen
- 1952: Oscar für das beste Szenenbild in einem Farbfilm
- 1953: Oscar für das beste Szenenbild in einem Schwarzweißfilm
- 1957: Oscar für das beste Szenenbild in einem Schwarzweißfilm
- 1959: Oscar für das beste Szenenbild